# Каїрське газопровідне кільце
Каїрське газопровідне кільце – сукупність газопроводів по периметру єгипетської столиці, яка формувалась починаючи з першої половини 1980-х років.
Першим елементом майбутнього кільця став трубопровід Cairo gas distribution project завдовжки 57 км та діаметром 600 мм, споруджений в 1981 – 1983 роках. Його траса пройшла південно-східними околицями Каїру від газопереробного заводу Дашур до Геліополісу та забезпечила доступ каїрських споживачів до блакитного палива, отриманого через газопроводи Абу-Ель-Гарадік – Дашур (ресурс походженням із Західної пустелі) та Суец – Хелван (на той час – ресурс із родовищ Суецької затоки).
В подальшому проклали ділянки:
- Геліополіс – Ель-Шаркавія (El Sharqaweya) довжиною 20 км та діаметром 600 мм. При цьому в районі Ель-Шаркавія/Міт-Нама виник газовий хаб, куди подають ресурс походженням із дельти Ніла та родовищ Середземного моря по трубопроводам Тальха – Каїр, Ель-Тіна – Міт-Нама, Абу-Султан – Каїр;
- Міт-Нама –   Танаш (Tanash) на північному заході каїрської агломерації;
- Танаш – Дашур завдовжки 65 км з діаметром труб 600/500 мм. У початковому пункті ця ділянка має сполучення із газопроводом Амірія – Дашур (наприкінці 1990-х подав ресурс із Західної пустелі, а з середини 2010-х отримав можливість транспортувати продукцію середземноморських родовищ).
Таким чином, навколо каїрської агломерації утворилось газопровідне кільце завдовжки біля двох сотень кілометрів, яке працює із робочим тиском у 3,1 МПа та допомагає забезпечувати ресурсом потутових і промислових споживачів (наприклад, у столичному регіоні діють такі великі споживачі блакитного палива, як ТЕС Каїр-Південь, ТЕС Каїр-Захід, ТЕС Шубра-ель-Хейма, ТЕС Каїр-Північ та завод азотної хімії у Хелвані).
Варто відзначити, що у 2010-х-му стали до ладу ще два трубопроводи, які забезпечують подачу до Каїру ресурсу середземноморських родовищ – Ідку – Дашур (за проектом також повинен  отримати перемичку з хабом Міт-Нама) та Ель-Тіна –Дашур. 